# Strandkorb

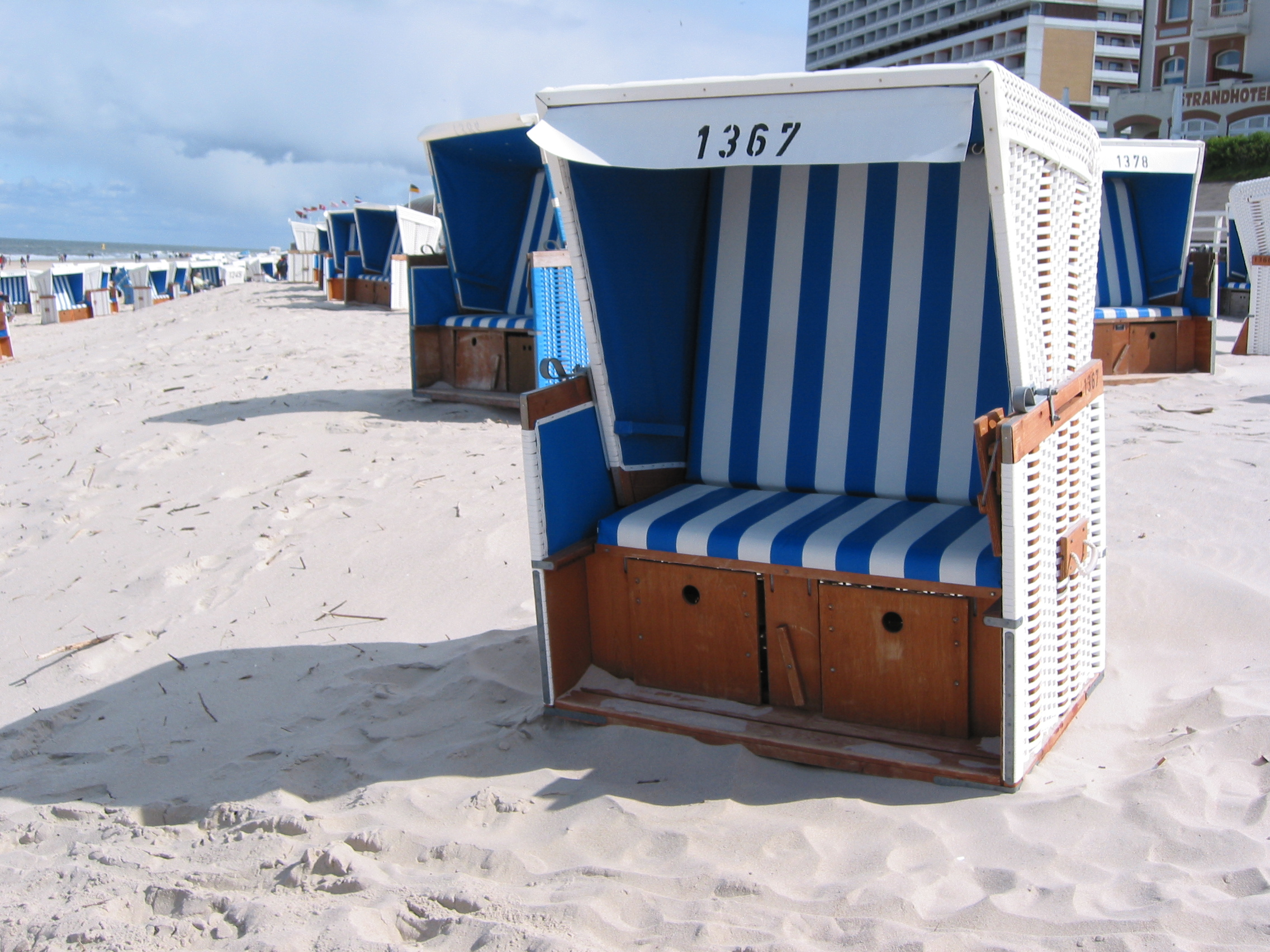
Strandkorbe sur le bord de la mer du Nord.

Un Strandkorb en allemand ou Strandkurv en danois (en français corbeille de plage) est un fauteuil muni d'un petit toit pour protéger son utilisateur du vent, du soleil, de la pluie et du sable.
Le Strandkorb est le symbole des plages de la mer du Nord et de la mer Baltique. Il est maintenant distribué en Europe et même en Nouvelle-Zélande. Il présente une forme droite pour le modèle « Mer du Nord » et arrondie pour le modèle « Mer Baltique ».

## Historique

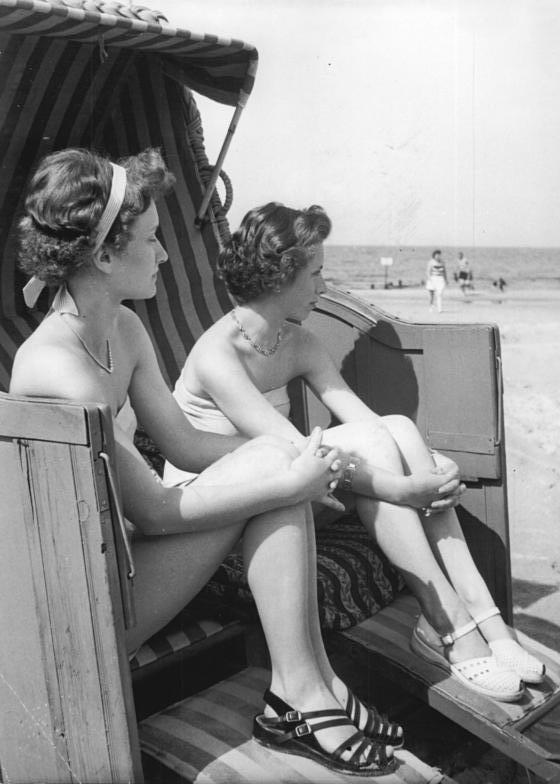
Vacancières dans un Strandkorb sur le bord de la mer Baltique en 1955

Une dame, Elfriede von Maltzahn, souhaitait profiter de son séjour sur la plage de la Warnemünde sur la mer Baltique malgré ses rhumatismes. En 1882, Wilhelm Bartelmann, vannier à Rostock, imagina et créa un fauteuil en osier dont la forme très caractéristique, avec son petit toit, permet de protéger son utilisateur du vent et du soleil,.
Ce fauteuil fut amélioré par la suite avec coussins, tablettes, accoudoirs et petit rideau.

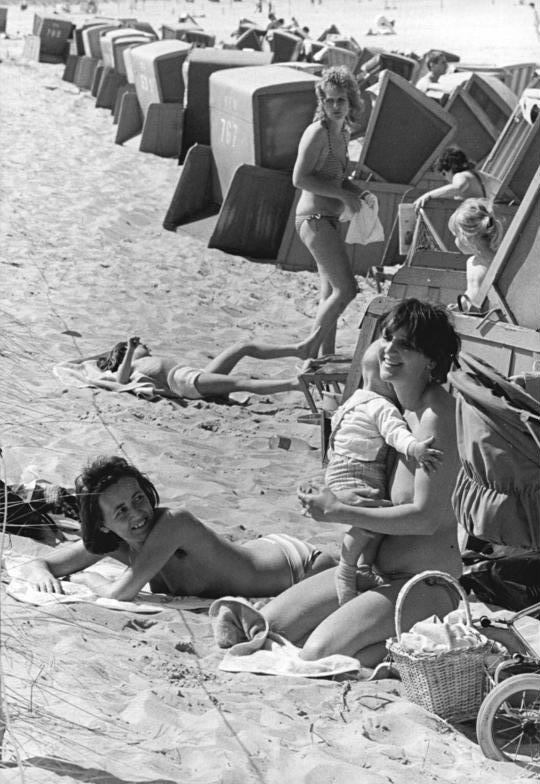
Vacancières et enfants sur fond de Strandkörbe, plage de Warnemünde, 1987.